# The Vanishing Virginian
The Vanishing Virginian is een Amerikaanse dramafilm uit 1942 onder regie van Frank Borzage.

## Verhaal
De jonge Rebecca Yancey groeit op in een groot gezin in Lynchburg in Virginia. Haar vader is een conservatieve advocaat. Wanneer Rebecca zich aansluit bij een beweging voor vrouwenrechten, zet ze daarmee het ouderlijk huis op zijn kop.

## Rolverdeling
| Acteur              | Personage                 |
| ------------------- | ------------------------- |
| Frank Morgan        | Robert Yancey             |
| Kathryn Grayson     | Rebecca Yancey            |
| Spring Byington     | Rosa Yancey               |
| Natalie Thompson    | Margaret Yancey           |
| Johnny Mitchell     | James Weldon Shirley      |
| Mark Daniels        | Jack Holden               |
| Elizabeth Patterson | Grootmoeder Yancey        |
| Juanita Quigley     | Caroline Yancey           |
| Scotty Beckett      | Joel Yancey               |
| Dickie Jones        | Robert Yancey jr.         |
| Leigh Whipper       | Josh Preston              |
| Louise Beavers      | Emmeline Preston          |
| J.M. Kerrigan       | John William Phelps       |
| Harlan Briggs       | James Thomas Rogard       |
| Katharine Alexander | Marcia Marshall Templeton |